# Герб на Нова Зеландия
Гербът на Нова Зеландия (на маорски: Te Tohu Pakanga o Aotearoa) е хералдическият символ, представляващ Нова Зеландия. Дизайнът му отразява историята на Нова Зеландия като бикултурна нация, с европейска женска фигура от едната страна и маорски войн от другата. Символите на централния щит представляват търговията, селското стопанство и промишлеността на Нова Зеландия, а короната представлява статута на Нова Зеландия като конституционна монархия.
Първоначалният герб е представен със заповед на крал Джордж V на 26 август 1911 г., а настоящата версия е представена от кралица Елизабет II през 1956 г. Докато използването на герба е ограничено до правителството на Нова Зеландия, символът се радва широко използване на държавните декорации. Той се появява на униформите на полицията и е на корицата на националните паспорти.

## Символика на елементите
- звездите – символизират съзвездието Южен кръст изобразено и на флага.
- сноп житни класове – показва развитото земеделие в страната.
- руно от овца – символ на развитото животновъдство и най-вече овцевъдство. Дори през средата на XX век в Англия наричат Нова Зеландия „овчата империя“.
- чуковете – миньорската дейност на острова е един от основните отрасли след овцевъдството и зърнодобива.
- корабите – развитата морска търговия е изобразена с трите вертикално подредени кораба.
- короната – показва, че Нова Зеландия е под управлението на Негово Величество Краля на Великобритания. Поради тази причина короната е тази на Свети Едуард.
- маорският воин – символ на многото маори обитаващи острова
- гербът е държан от бяла красива девойка от Европа и маорски войн – символ на мира между европейците и местните жители (маорите).

## Предишни гербове
- (1911 – 1956)